# Batalla de Solebay
La batalla de Solebay, también conocida como batalla de Southwold Bay, bahía en la costa oriental inglesa en Suffolk, se enmarca dentro de la guerra franco-holandesa y enfrentó el 7 de junio de 1672 a la flota holandesa, al mando de Michiel de Ruyter contra una flota combinada anglo-francesa a las órdenes del duque de York (futuro Jacobo II) y del vicealmirante conde Jean II d'Estrées. La batalla terminó con la victoria estratégica holandesa que impidió la invasión de las Provincias Unidas.

## Preludio
Luis XIV sentía animadversión hacia las Provincias Unidas porque se permitía la edición de libelos que le ridiculizaban. Además Colbert estaba seguro de que para la prosperidad de la economía francesa era preciso que se sometiera a las Provincias Unidas, primera potencia económica de Europa. Desde 1667 la concepción de un nuevo arancel aduanero creado por Francia afecta a las mercancías extranjeras, especialmente a las neerlandesas. Estos responden tasando con derechos exorbitantes la sal, los vinos y otros productos procedentes de Francia. El "Rey Sol" planeó minuciosamente la invasión de las Provincias Unidas durante casi cuatro años.
El rey francés había conseguido, gracias a la labor de Lionne y de Arnauld de Pomponne, aislar a las Provincias Unidas y la ayuda militar de Inglaterra y Suecia. Contaba con un ejército de 120.000 soldados capaces y bien equipados, al mando del Príncipe de Condé y del Vizconde de Turenne y en sus filas había numerosos voluntarios de las más nobles familias en Francia deseosos de distinguirse ante los ojos de su soberano, con fondos generosamente proporcionados por el ministro de las Finanzas, Colbert, con un numeroso fondo de municiones y bases en los países vecinos y territorios amigos de Colonia y Münster. Al mismo tiempo, estaba demasiado bien informado de la condición indefensa del enemigo. Johan de Witt y los Estados concibieron que su primer intento sería Maastricht y que las dificultades de su conquista serían suficientes para disuadir de otras empresas a un monarca más enamorado de la pompa que de las fatigas y peligros de la guerra.
Fortificada Maastricht con el máximo cuidado, se dejó a las ciudades fronterizas en el Rin en un estado totalmente ineficiente de la defensa. Consciente de este hecho, Luis XIV inició sus operaciones en el lado de Cléveris y, dividiendo su ejército en cuatro divisiones, puso sitio al mismo tiempo a tantos lugares. Se asedió a Rhynberg, el duque de Orleans se ocupó de Orsay, conde recibió la orden de reducir Wesel y Turenne, Burick. Todas las plazas se rindieron en una semana.
A la toma de estas ciudades siguieron muchas otras. En algunos lugares las guarniciones, despreciando a sus comandantes incapaces, se negaron a actuar, o los gobernadores, desconfiado de sus tropas indisciplinadas, perdieron toda esperanza de prolongar la defensa; en otros, el odio por los magistrados respecto a la casa de Orange era tan grande, que se apresuraron a entregar a sus pueblos al invasor. Por otro lado, los amigos de la Casa de Orange no miraban sin cierta complacencia la desgracia que amenazaba al Estado y esperaban que reduciría la necesidad de elevar al príncipe a la dignidad de Estatuder, mientras que en aquellos lugares donde los católicos eran numerosos, la población, bajo la guía de los sacerdotes, obligó a las guarniciones y los gobiernos a abrir sus puertas al soberano, a quien elogiaron como el restaurador de la religión.

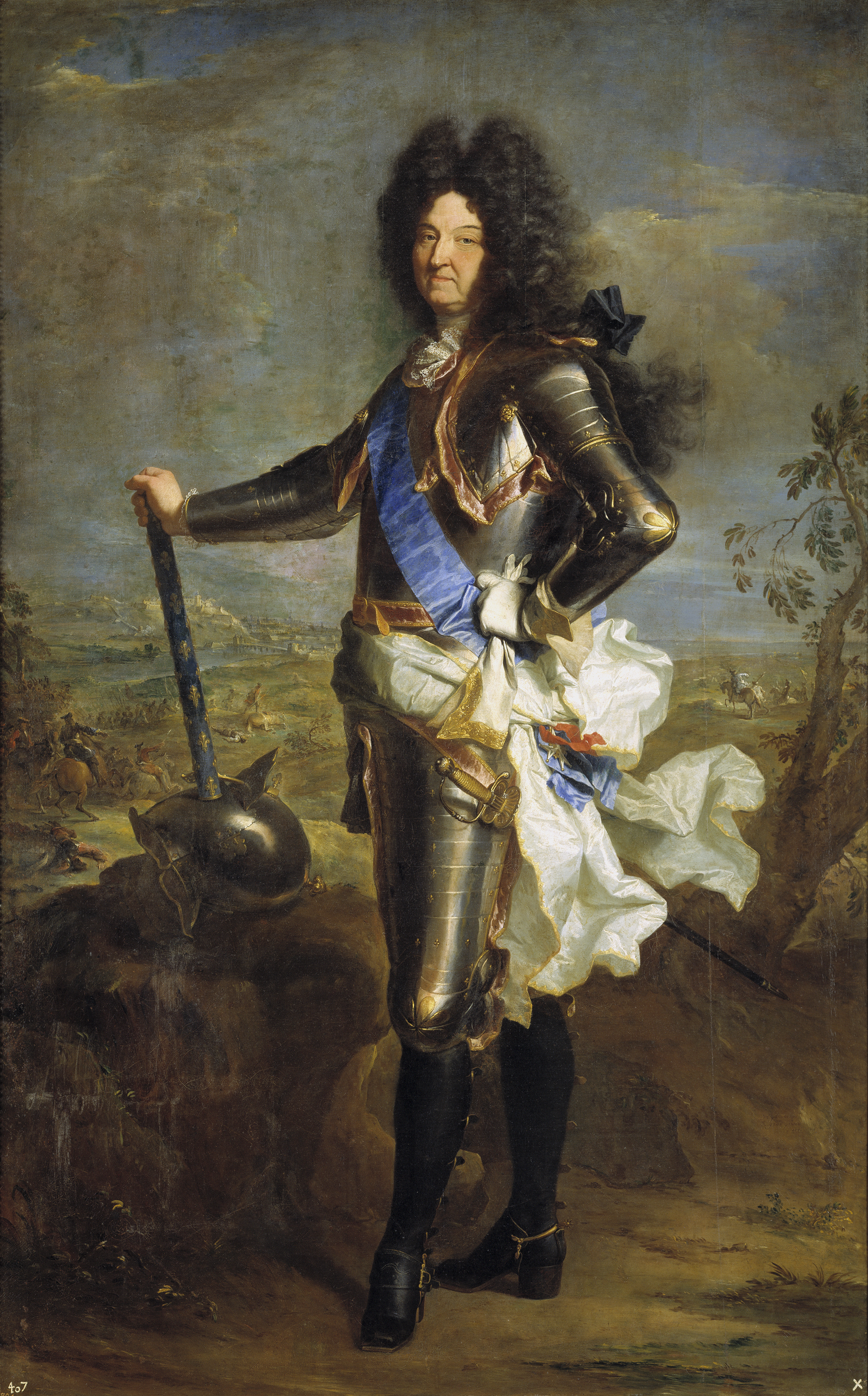
Retrato de Luis XIV. Obra de Hyacinthe Rigaud, 1701.

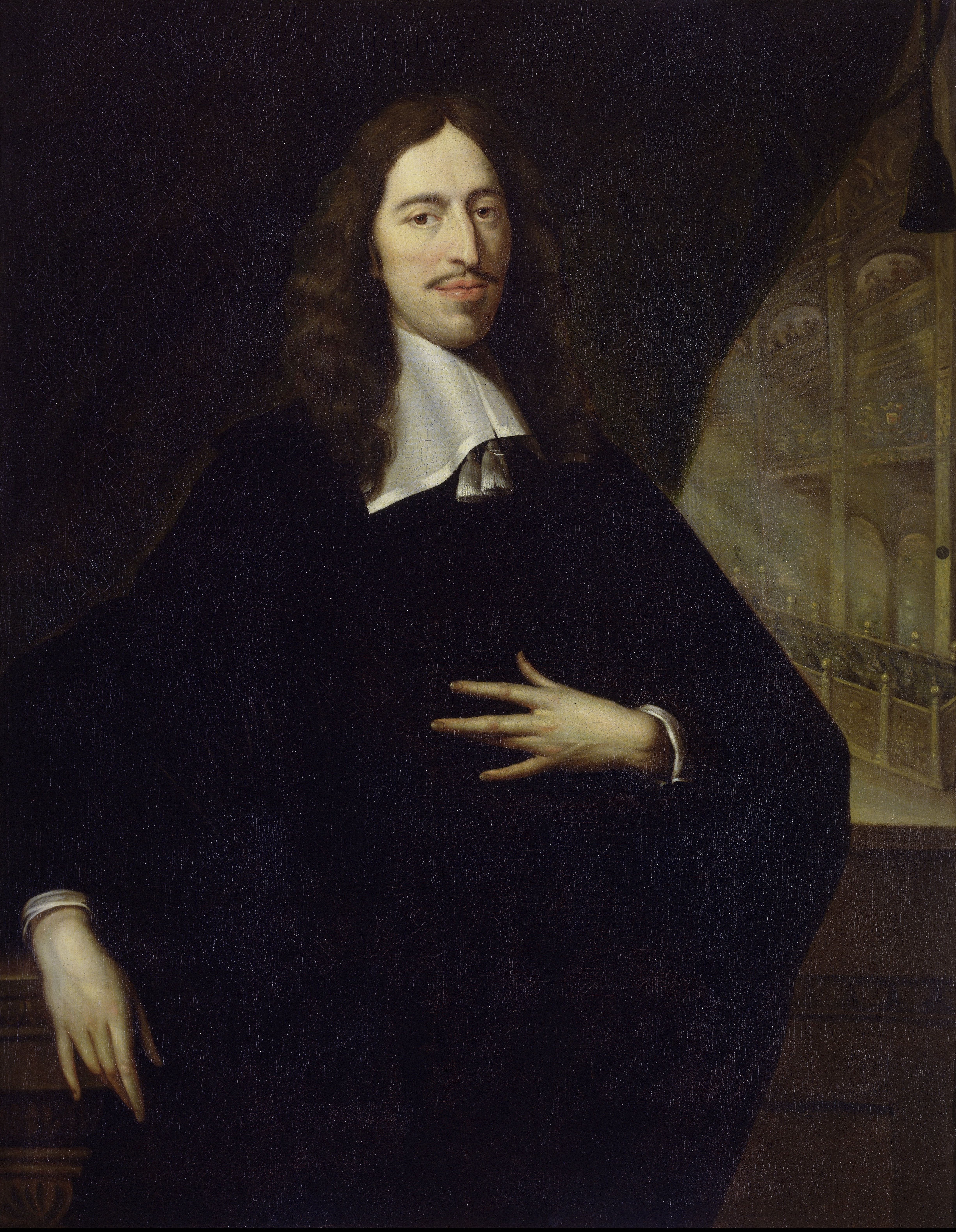
Retrato de Johan de Witt. Obra de Jan de Baen.

La sequía del verano era tanta que el Rin se había convertido en vadeable en tres lugares, que se señaló a los franceses por parte de algunos campesinos de Güeldres, por lo que el rey determinó intentar el paso entre Schenkenschans y Arnhem, cerca de Tollhuys, un pueblo a una distancia de cerca de dos millas de la separación de la rama del río llamado Wahal. El Príncipe de Orange, que estaba estacionado con unos 22.000 hombres en Arnheim, y a lo largo de las orillas del Yssel, en lugar de concentrar sus fuerzas para oponerse a la aproximación del enemigo, envió al general Wurtz con una fuerza muy insuficiente para ocupar la posición en el Tollhuys. Los coraceros franceses, liderados por el conde de Guiche y Revel, se metieron en el vado bajo el fuego de la artillería, que no era muy temible, pues no había más de diecisiete hombres estacionados en el mismo. A ellos les siguieron algunos voluntarios, y en poco tiempo la totalidad de la caballería pasó con pérdidas insignificantes. Las tropas neerlandesas, desanimadas por la inesperada tentativa y por su propia inferioridad numérica, fueron rechazadas después de una breve escaramuza. Luego se instaló un puente a través del río para la infantería, por lo que este famoso pasaje se llevó a cabo con relativa facilidad y seguridad. Comoquiera que la posición del príncipe de Orange ya no era sostenible en el río Yssel, por ser vadeable en la casi totalidad de su curso a consecuencia de la sequía reinante, se retiró a Utrecht, que se entregó sin lucha poco después.
La provincia de Holanda se encontraba en peligro inminente. No tenían ninguna defensa para oponerse a los progresos del enemigo, el ejército del Príncipe se había reducido a cerca de 13.000 hombres, dos de las ciudades fronterizas, Woerden y Oudewater, habían solicitado garantías de los invasores, y Naarden fue sorprendida por el conde de Rochefort. Si hubiera marchado de una vez a Muyden, podría haber ocupado ese pueblo también, una posición de enorme importancia por su situación, ya que los barcos que navegan hacia Ámsterdam deben cruzar al alcance de sus cañones. Sin embargo, el conde de Rochefort se quedó dos o tres días inactivo en Naarden. Los Estados Generales decidieron entonces mandar una comitiva a Luis XIV para pedir la paz, pero Ámsterdam se negó a enviar delegados e hizo preparativos para defender la ciudad.
Luis XIV exige para firmar la paz que deben ser retiradas todas las prohibiciones y obligaciones impuestas últimamente a los artículos importados de Francia, que los católicos deben gozar del ejercicio público de su religión y deben tener la mitad de las iglesias de las provincias. A cambio de las tres provincias que había conquistado, el rey exigió todos los territorios de la generalidad, salvo Sluys y Cadsand, así como Nimega y sus dependencias, los fuertes de Knodsenburg, Schenk y Güeldres, todo en la margen izquierda del Rin, las islas de Bommel y Voorne, con los fuertes de San Andrés, Crévecoeur y Louvestein; Grave y el condado de Meurs, porque el último de los cuales pertenecía al príncipe de Orange, que debe ser indemnizado por los Estados. Los Estados debían pagar veinte millones de libras al rey por los gastos de la guerra y "en reconocimiento a la paz que se complace en otorgar cuando podría fácilmente extender sus conquistas en su país"; han de enviar una embajada extraordinaria todos los años a París con el propósito de presentar al rey una medalla de oro que pesaba una marca y con una impresión de lo que significa que estaban en deuda con él para la preservación de esa libertad que la asistencia de sus predecesores les había permitido adquirir. Diez días se concedió para que se consideraran estos términos, que, sin embargo, fueron rechazados por unanimidad tanto por los Estados de Holanda como por los Estados Generales.
Las causas que se combinaron para exponer las Provincias Unidas a estos terribles desastres por tierra no habían tenido ninguna influencia en los acontecimientos marítimos.
Tenían por máxima Johan de Witt y sus partidarios sostener la marina con el mayor esmero y dar a la armada una preferencia visible sobre el ejército. Las dos violentas guerras que recientemente habían puesto a la república cara a cara con Inglaterra habían ejercitado el valor de los marineros holandeses y mejorado su táctica. Ruyter era el más grande oficial de mar de su tiempo, y la confianza de los marinos era igual a su alegría cuando tenían que servir bajo sus órdenes. Por esto aceleró Witt la entrada en combate de la escuadra, con la esperanza de dar un gran golpe que fuera capaz de reanimar a los Estados desalentados y de sostener su propia autoridad, que empezaba a declinar.

## Flotas y movimientos previos
Ruyter, animado por los mismos motivos, echó velas con una formidable armada compuesta por 91 navíos de guerra y cuarenta y cuatro brulotes: a bordo iba Cornelio de Witt, hermano del gran pensionario, en calidad de diputado de los Estados.
La flota anglo-francesa, al mando del duque de York y del vicealmirante conde Jean II d'Estrées, constaba de 149 buques de guerra, además de las naves más pequeños.

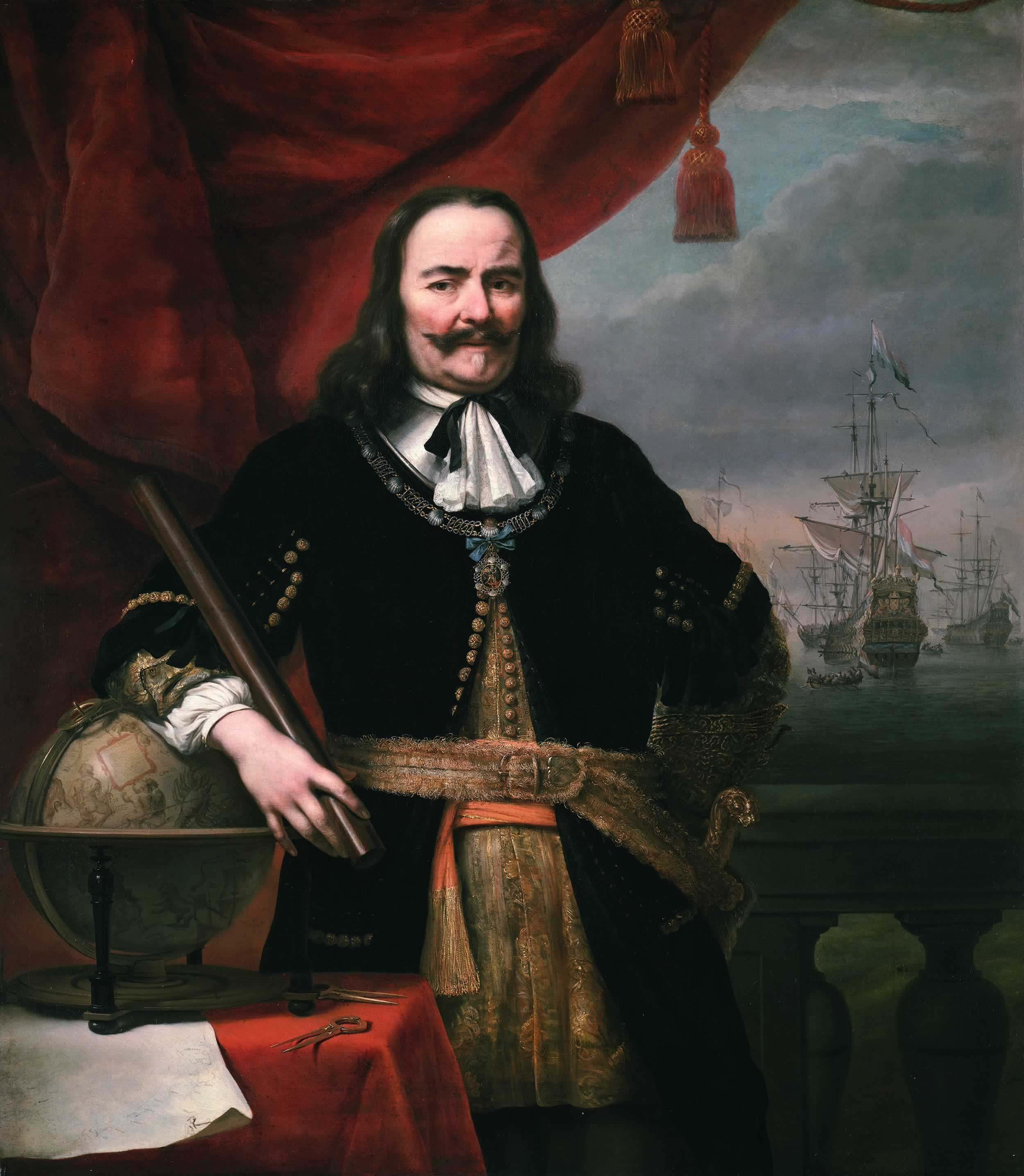
Retrato de Michiel de Ruyter. Obra de Ferdinand Bol, 1667.

La flota anglo-francesa había anclado el 6 de junio en Southwold Bay cerca de Suffolk para celebrar el aniversario de la restauración de la dinastía Estuardo en Inglaterra.

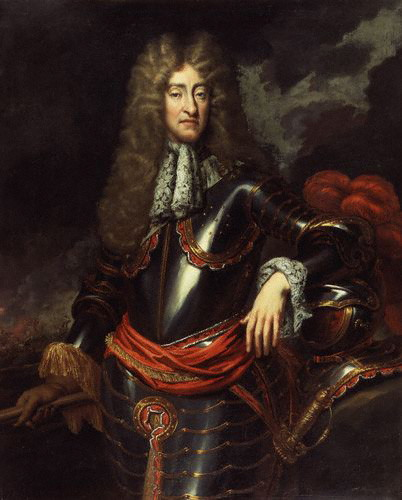
Retrato del Duque de York.

Mientras la flota estaba anclada, se desconocía donde se hallaba la flota holandesa y por eso Edward Montagu, I conde de Sandwich, en una reunión que se celebró, advirtió del peligro que había de que fueran sorprendidos en la posición que estaban entonces y recomendó encarecidamente que debían levar anclas y salir a la mar. El duque de York, que no quería aún partir, insinuó que el conde hablaba motivado por el miedo. La opinión del duque, sin embargo, prevaleció en el consejo de dirección. Los preparativos para las fiestas seguían en curso, cuando en la mañana del día 7 el pronóstico del conde de Sandwich quedó confirmado.
El almirante holandés se informó de que la flota combinada se encontraba cerca de Suffolk, y el 7 de junio a las ocho de la mañana, se abalanzó sobre ellos de manera tan inesperada, que muchos de sus barcos se vieron obligados a cortar los cables para poder salir más rápidamente y formar en orden de batalla.

## La batalla
Los holandeses avanzaron en tres escuadronesː el almirante Adriaen Banckert se situó a la izquierda del ataque, barón Willem Joseph van Ghent a la derecha, mientras que De Ruyter iba en medio.
Los anglo-franceses también se habían organizado en tres escuadrones: El escuadrón blanco formado por franceses y dirigido por d'Estrées y que se enfrentaría a Banckert. El escuadrón rojo comandado por el duque de York situado en el centro y el escuadrón azul al mando del conde de Sandwich.
Al haberse presentado la flota holandesa por sorpresa, el escuadrón azul inglés centró todos sus esfuerzos en salir pronto de la bahía, donde Ruyter hubiera podido destruir fácilmente con sus brulotes las escuadras combinadas, que ni tenían espacio donde moverse, ni estaban en orden, táctica muy prudente que dio tiempo al duque de York y al mariscal d´Estrées para desplegarse.

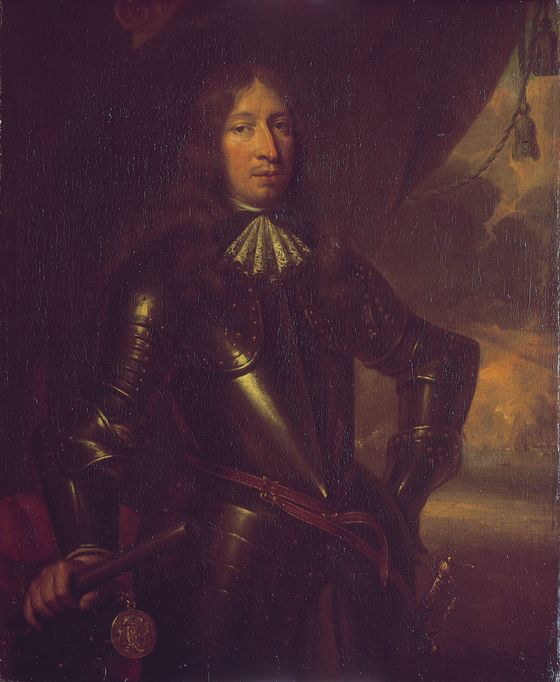
Retrato del barón Willem Joseph van Ghent. Obra de Jan de Baen.

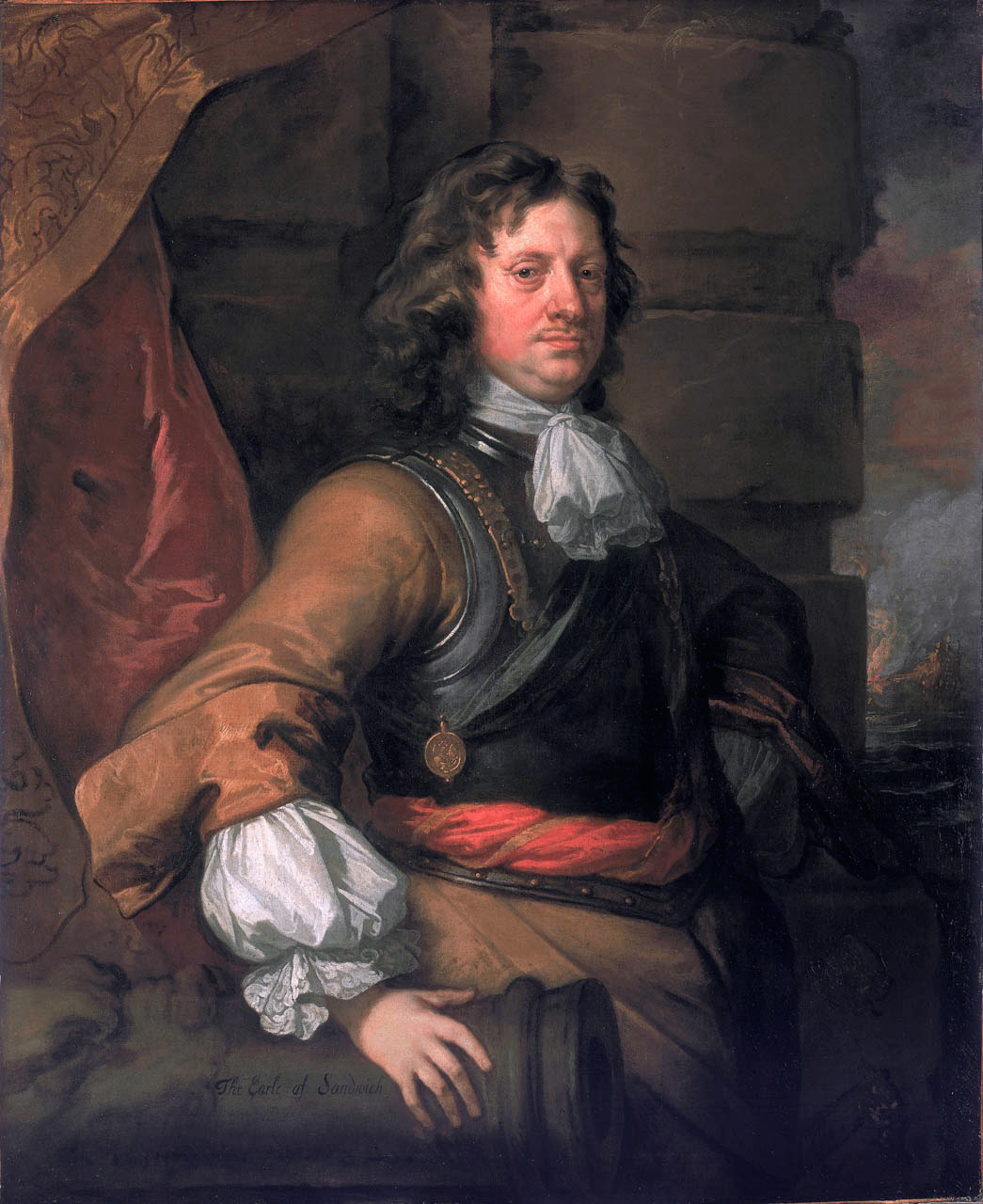
Retrato de Edward Montagu. Obra de Sir Peter Lely, 1666.

Sandwich tuvo que sostener un combate violento y atrajo sobre sí un vivo fuego holandés. Van Ghent murió en el combate y su nave se puso en fuga. La nave de Sandwich (Royal James) echó a pique otra nave que trataba de embestirle al abordaje; la misma suerte corrieron tres brulotes en el momento en que pugnaban por aferrarse con él, y aunque su buque estaba acribillado y de los mil hombres que llevaba a bordo, cerca de 600 cubrían con sus cadáveres los puentes, continuaba haciendo disparos con toda su artillería en medio de la escuadra holandesa. Pero un cuarto brulote, más afortunado que los otros, consiguió aferrarse con él, por lo que su pérdida fue ya inevitable. En vano sir Eduard Haddok, capitán del Royal James, insistió al conde para que abandonara el barco; Sandwich rehusó, y creyendo ofendido su honor por la temeraria expresión del duque, prefirió una muerte gloriosa a la ignominia.
Mientras Sandwich luchaba desesperadamente, Ruyter había dirigido sus fuerzas hacia el centro de la flota anglo-francesa. Ruyter, señalando con el dedo al buque del duque de York, dijo a sus pilotos: «Ese es nuestro hombre».

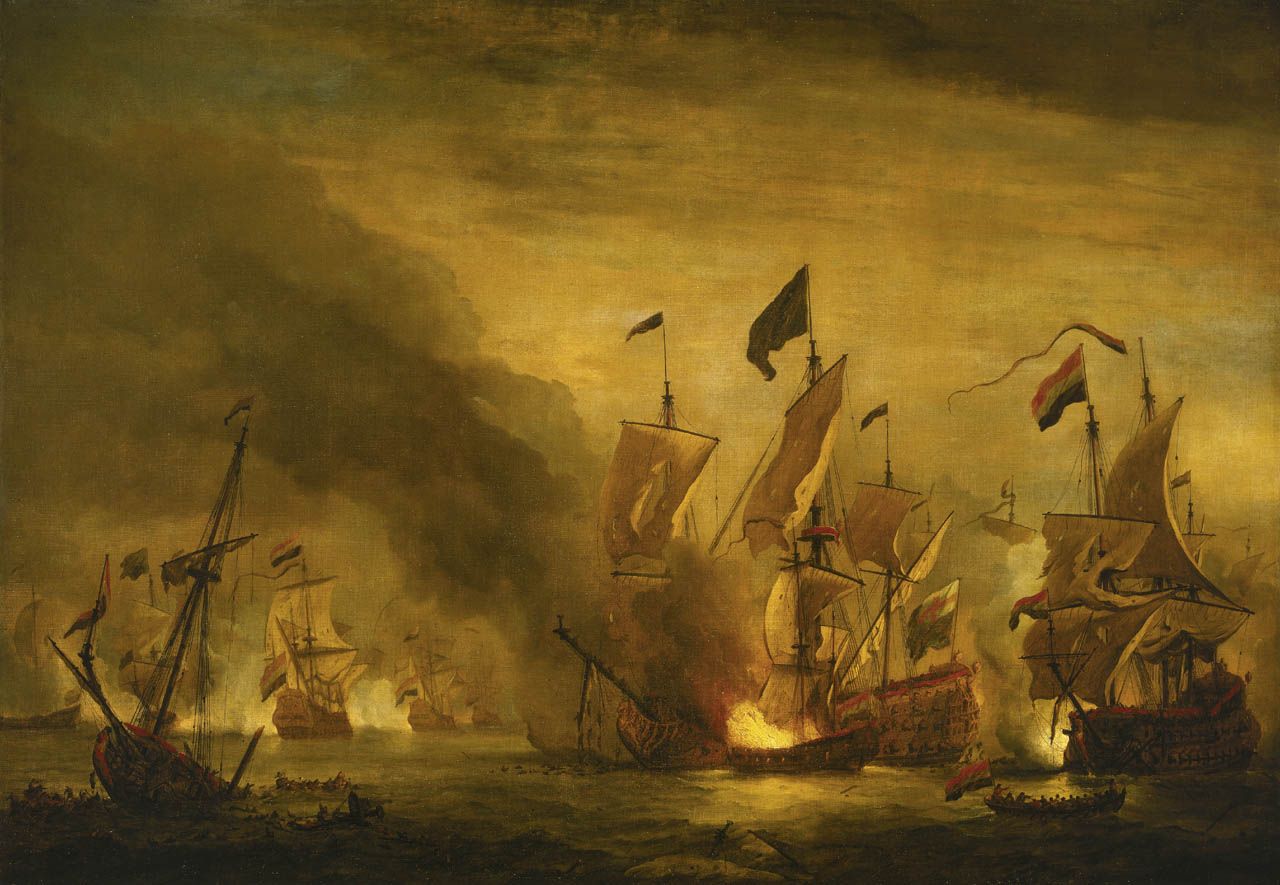
El incendio del Royal James. Obra de Willem van de Velde.

El piloto dirigió la nave hacia la del duque. Durante dos horas estuvieron lanzándose andanadas entre sí hasta que el barco inglés (Prince) se encontró tan dañado que el duque de York tuvo que trasladar su bandera a bordo de otro barco (London). Banckert, por su parte, inició el ataque al escuadrón blanco, que los recibió con cierta apariencia de valentía, pero pronto intentaron escabullirse del combate. Al parecer Luis XIV había dado órdenes a d´Estrées de no comprometer la flota francesa en el combate con la esperanza de que las flotas inglesas y neerlandesas se destruyesen mutuamente.
El duque de York se encontraba en serias dificultades, ya que estaba sosteniendo combate con los barcos dirigidos por Ruyter. La muerte de Sandwich enfureció a lo que quedaba del escuadrón azul, que, aunque demasiado tarde para el conde, logró hacer caer el ala derecha holandesa en la confusión de tal manera que se vio obligado a retirarse por algún tiempo de la lucha. Esto proporcionó a Sir Joseph Jordan, que había tomado ahora el mando del escuadrón azul, una oportunidad de unirse con el rojo, con el fin de ayudar al duque de York, quien, al ser abandonado por los franceses, había sufrido mucho de los ataques de gran alcance de dos divisiones del enemigo con De Ruyter y Banckert. En este conflicto murió Cornelio Evertzen, el almirante de Zelanda, y el propio De Ruyter resultó herido y escapó por poco de ser quemado por el fuego de los buques ingleses. Su barco quedó en tan mal estado que se vio obligado a ser remolcado fuera de la línea. El flanco derecho holandés se recuperó y se abalanzó a la ayuda de sus comandantes, lo que les salvó de la destrucción.

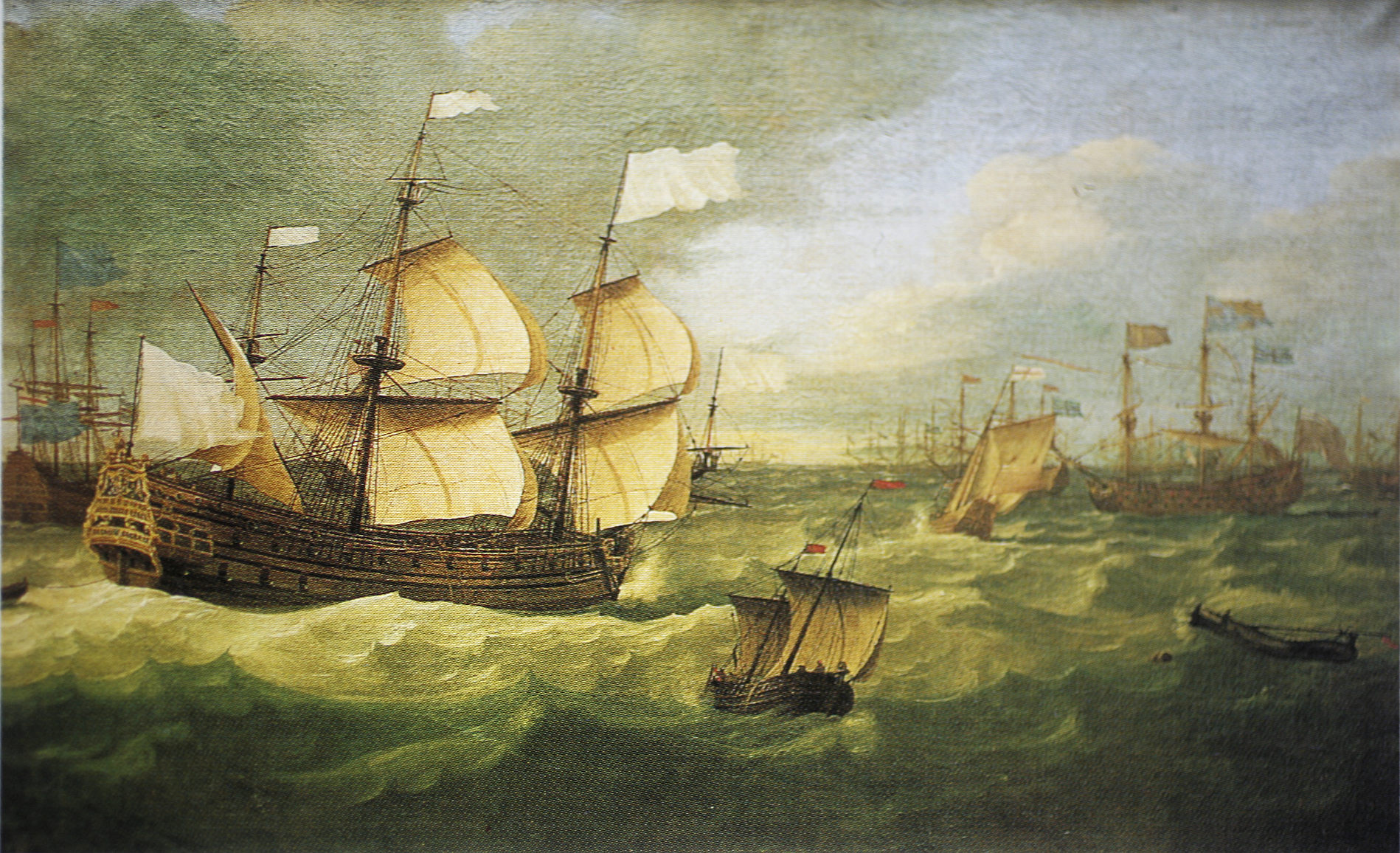
El buque francés Saint-Philipe en la batalla de Solebay. Obra de Jan Karel Donatus Van Beeck.

La batalla continuó hasta las nueve de la noche, cuando la flota holandesa estaba terriblemente tocada y se vio obligada a retirarse; la escuadra anglo-francesa había sufrido en el mismo grado y no estaba en condiciones de perseguirla.

## Consecuencias de la batalla
Aunque ambas partes reclamaron el triunfo, este sin duda se inclinó a favor de los holandeses, que sufrieron una pérdida algo inferior a la de sus enemigos, y tuvieron la satisfacción, por otra parte, de evitar el descenso a Zelanda de las flotas combinadas, que hubiera sido la consecuencia inmediata de una derrota.
Los holandeses perdieron sólo tres barcos, uno de los cuales fue incendiado, otro hundido y el tercero tomado. La pérdida en hombres se supone que ha sido muy grande, pero los Estados prohibieron que se publicase.
La pérdida por parte de Inglaterra fue bastante más grave. Dos de sus buques fueron quemados, tres hundidos y uno tomado. Tuvieron alrededor de dos mil hombres entre muertos y heridos, entre los principales están Sir Fretcheville, Almirante en el Cambridge, el capitán Digby de la Henry, el capitán Piercy del St. George, el capitán de la  Waterworth Ana, Sir John Fox del Prince, el capitán Harman del Triumph; Sir Philip Cartwright, Sir Charles Harbord y muchas otras personas distinguidas. Pero el destino del valiente conde de Sandwich se lamentó en particular.
Esta batalla y la rotura de más diques por los holandeses hicieron que la guerra se alargase y no terminase con una rápida victoria anglo-francesa.

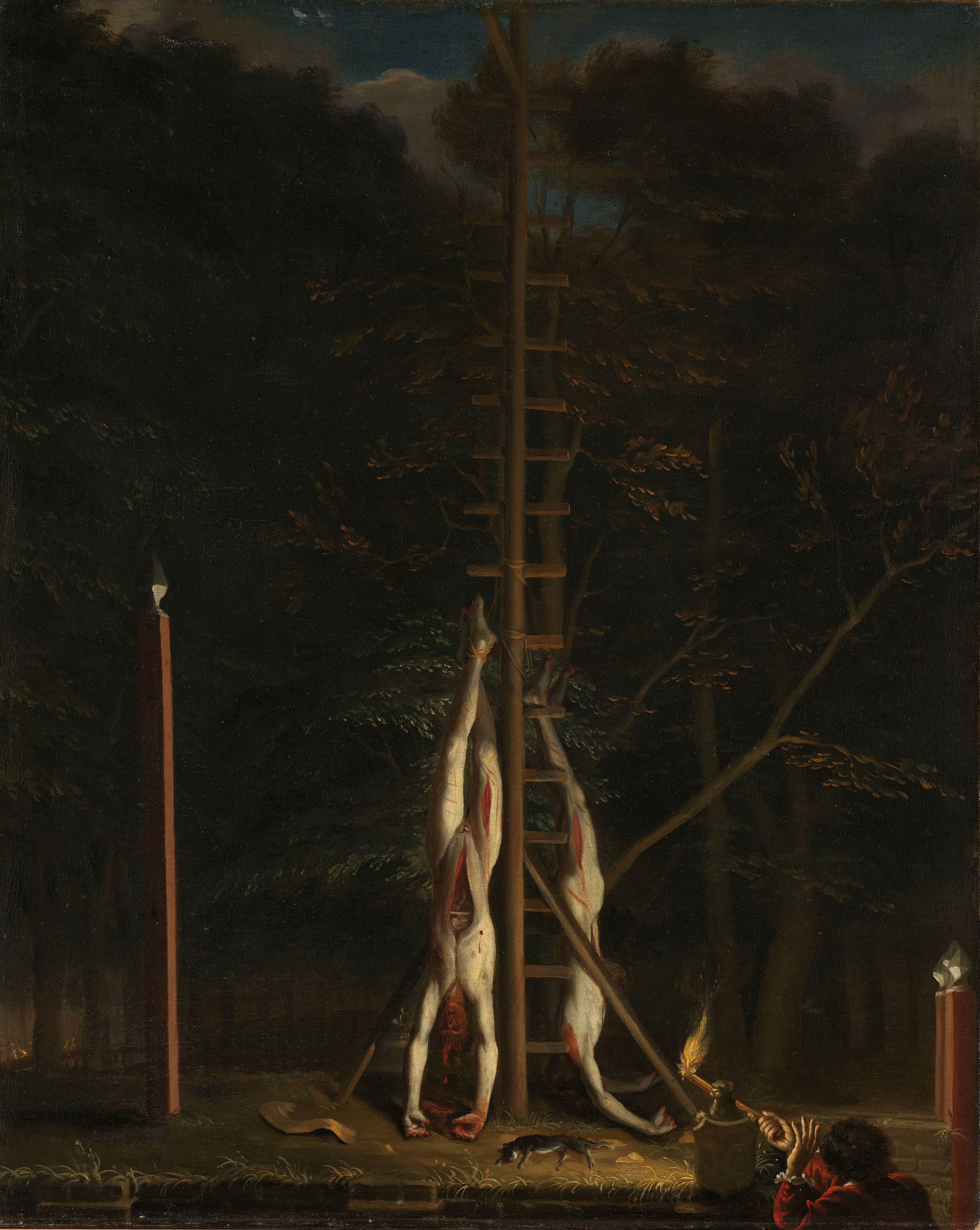
Los cuerpos colgados de los hermanos Witt. Obra de Jan de Baen.

Guillermo de Orange aprovechó la coyuntura para resultar elegido en julio como Estatúder de las provincias de Holanda y Zelanda y capitán general vitalicio de los Estados Generales.
Los hermanos de Witt esperaban que esta batalla afianzase su autoridad, pero el 20 de agosto ambos hermanos fueron acusados como culpables de la falta de preparación del país y del desastre sufrido, siendo asesinados por un grupo de orangistas.
Las flotas holandesa y anglo-francesa volvieron a encontrarse en la batalla de Schooneveld y en la batalla de Texel, en las que las victorias neerlandesas obligaron a Inglaterra a retirarse de la guerra.